# Beaumont, Gers
 Beaumont  là một xã thuộc tỉnh Gers trong vùng Occitanie tây nam nước Pháp. Xã này có độ cao từ 76-152mét trên mực nước biển.
Lâu đài Beaumont được xây vào thế kỷ 14.